# Rachid Ben Abdeslam
Pour les articles homonymes, voir Benabdesslam.
Rachid Ben Abdeslam, né le 3 juillet 1970 à Rabat (Maroc) est un contreténor, franco-marocain qui fait une double carrière dans le domaine de l’opéra classique et dans celui de la musique arabo-andalouse. Il est le premier chanteur marocain reçu au Conservatoire national supérieur de musique et de danse de Paris (CNSMDP) et ayant chanté  sur la scène de Metropolitan Opera de New-York.

## Biographie
Rachid Ben Abdeslam est issu d’une famille de musiciens. Son père, Mohammed Ben Abdeslam, est un célèbre compositeur marocain,. Sa tante Bahija Idriss et sa sœur Rita Ben Abdeslam se sont illustrées dans la chanson.

### Formation
Parallèlement à des études littéraires à l’Université Mohammed-V de Rabat, il étudie la musique arabo-andalouse avant d’être admis au Conservatoire national supérieur de musique de Paris en 1993. Il suit les cours de Christiane Eda-Pierre, de William Christie, de Jean-Paul Fouchécourt, entre autres. Il obtient un Premier Prix de chant, à l’unanimité et avec les félicitations du jury en 1996. À l’issue d’une année de perfectionnement avec Glenn Chambers, il commence une carrière internationale.
Afin d’enrichir ses compétences en matière de musique orientale et de musicologie, il obtient une licence de langue et littérature arabes à l’Institut national des langues et civilisations orientales (Inalco), ainsi qu’un master de traduction à l'ITIRI. 

### Carrière lyrique
Remarqué par l'Opéra de Lyon, il participe à plusieurs productions : Apollo et Hyacinthus de Mozart, Orfeo de Monteverdi, Pinocchio de Menozzi en 1998. Il interprète également Giulio Cesare de Haendel sous la direction de Jane Glover au Grand Théâtre de Bordeaux, ainsi que A Midsummer Night’s Dream de Benjamin Britten,  où il chante le rôle d’Oberon, sous la direction de Stuart Bedford.
Il est alors invité par les meilleurs ensembles baroques. Avec La Grande Écurie et la Chambre du Roy, dirigée par Jean-Claude Malgoire, il participe aux Vêpres de Monteverdi, ainsi qu’à la trilogie des opéras : L'incoronazione di Poppea, L'Orfeo, Il ritorno d'Ulisse in patria. Avec Les Arts Florissants, sous la direction de William Christie, il chante des Cantates de Scarlatti, des Madrigaux de Carissimi et Caldara lors de plusieurs tournées en France et en Europe.
Il participe également à de nombreux festivals en France et à l’étranger : Festival de Royaumont, Festival de Berlin avec une création de David Lang et Michael Gordon : The Last Object. Au festival d’Ambronay, il chante dans l’oratorio de Haendel Israël en Égypte sous la direction de William Christie. Avec ce même chef, il participe à la production remarquée de Il ritorno d'Ulisse in patria au Festival d'Aix-en-Provence, qui sera suivi d’une tournée mondiale et d’un enregistrement DVD (Virgin Classics).
Le Festival de Glyndebourne l’a invité pendant trois saisons (2005, 2006, 2009) pour la production de Giulio Cesare de Haendel dans la brillante mise en scène de David McVicar, sous la direction initiale de William Christie. Il y joue et chante le rôle de Nireno.
C’est cette production qui a été reprise au Metropolitan Opera de New-York en 2013, lui donnant l’occasion de faire ses débuts sur cette scène prestigieuse. Entre-temps l’œuvre avait été donnée à la salle Pleyel à Paris (aux côtés de Cecilia Bartoli et Andreas Scholl) et à l’Opéra de Lille sous la direction de Emmanuelle Haïm (2007).
Rachid Ben Abdeslam a également été invité à participer aux galas d’ouverture et de clôture du « Temps du Maroc » au Château de Versailles et à l’Opéra Comique, sous le haut patronage de Sa Majesté le Roi Mohammed VI.

## Musique d'ensemble, musique arabo-andalouse
Curieux de toutes les musiques, Rachid Ben Abdeslam a collaboré avec plusieurs ensembles français et contribué à développer des répertoires originaux. 
Il a donné plusieurs concerts avec l'Ensemble XVIII-21, dirigé par Jean-Christophe Frisch, spécialisé dans les musiques baroques du monde et les musiques traditionnelles orientales. 
La rencontre avec l’Ensemble Diabolus in Musica, dirigé par Antoine Guerber, a donné lieu à une collaboration fructueuse dans le domaine de la musique médiévale, ainsi qu’à des travaux de recherche ayant abouti à de nombreux concerts (Festival d’Île-de-France, Berlin, Tours, Versailles...).
Rachid Ben Abdeslam est également le fondateur et le directeur artistique de l’ensemble Zéphyr al-Andalous, spécialisé dans la musique arabo-andalouse. Cet ensemble a pour objet de redécouvrir des pièces de cet ancien répertoire et, en s'appuyant sur un travail musicologique, de les donner à entendre en concert. Il s’agit également de faire dialoguer ces pièces traditionnelles avec des morceaux du répertoire occidental, tout en ajoutant des créations originales. Avec le concours de l’ensemble Lachrimae Consort dirigé par Philippe Foulon, plusieurs programmes thématiques ont été élaborés ; ils ont été donnés lors de nombreux concerts et festivals, notamment au Koweït, à Tanger, Marrakech, Grenade, Séville, Santander, Bilbao,,.

## Récompenses et enregistrements
Rachid Ben Abdeslam a été finaliste de plusieurs concours internationaux : Bilbao, Vienne, Merano.

Il a enregistré les Leçons de Ténèbres de Couperin, sous la direction de Jean-Christophe Frisch (2003) ainsi que Jardin Oscuro, chants d’Orient et d’Occident (SM Production, 2011) qui a été récompensé du prix spécial du jury de l’Académie du disque lyrique : Orphée d’or du meilleur enregistrement de musique du patrimoine historique.
Trois DVD illustrent sa participation à des productions d’opéras : Il ritorno d'Ulisse in patria de Monteverdi (direction William Christie) à Aix (Virgin Classics 2004), Giulio Cesare de Haendel (direction William Christie) à Glyndebourne (Opus Arte  2005), et L'incoronazione di Poppea de Monteverdi sous la direction de Emmanuelle Haïm à l'Opéra de Lille (Virgin Classics 2013).